# بارسی
بارسی (به فرانسوی: Barcy) یک کمون (فرانسه) در فرانسه است که در سن-ا-مارن واقع شده‌است. بارسی ۶٫۹۵ کیلومتر مربع مساحت دارد.